# Conura pilosipartis
Conura pilosipartis är en stekelart som beskrevs av Moitoza 1994. Conura pilosipartis ingår i släktet Conura och familjen bredlårsteklar. Inga underarter finns listade i Catalogue of Life.